# 塔耶爾湖

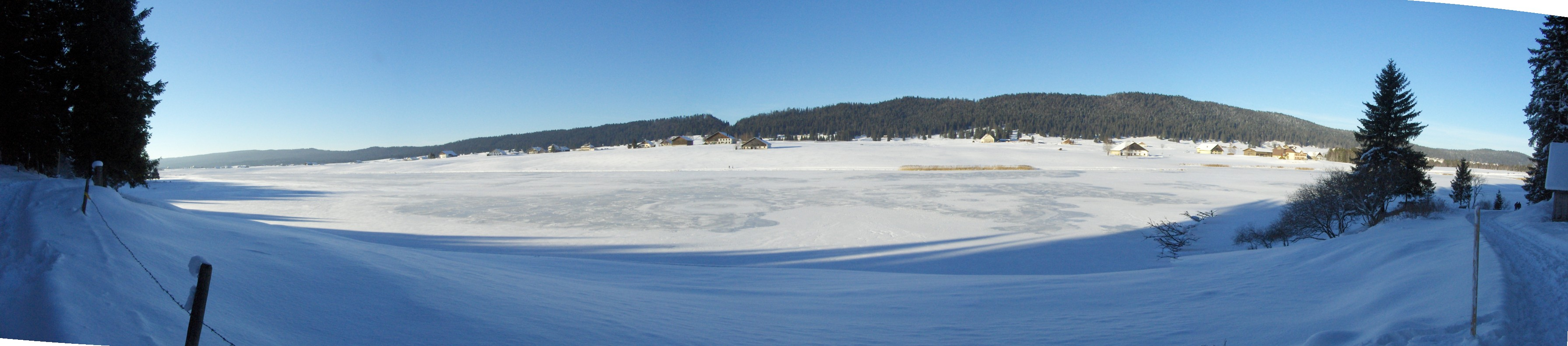

46°58′1″N 6°34′29″E / 46.96694°N 6.57472°E
塔耶爾湖（法語：Lac des Taillères，法語發音：[lak de tajɛʁ]）是瑞士的湖泊，位於該國西部，由納沙泰爾州負責管轄，長1.9公里、寬0.3公里，面積0.5平方公里，該湖泊海拔高度1,040米，最大水深7米。